# Clyne and Melincourt
Clyne and Melincourt (en anglais) ou Y Clun a Melin-cwrt (en gallois) est une communauté du borough de comté de Neath Port Talbot, au pays de Galles. Comme son nom l'indique, elle se compose des villages de Clyne (en) et Melincourt (cy), situés tous deux dans la vallée de la Neath (en), entre Resolven et Tonna.

## Démographie
Au recensement de 2011, la communauté de Clyne and Melincourt comptait 819 habitants.